# Seria GP2 – Catalunya 2013
Runda GP2 na torze Circuit de Catalunya – trzecia runda mistrzostw serii GP2 w sezonie 2013.

## Wyniki

### Sesja treningowa
| Nr | Kierowca    | Konstruktor | Czas     | Okr. |
| -- | ----------- | ----------- | -------- | ---- |
| 9  | Felipe Nasr | Carlin      | 1:30,103 | 13   |

### Kwalifikacje
Źródło: Autosport
| Poz. | Nr | Kierowca            | Konstruktor          | Czas     | Poz. s. |
| ---- | -- | ------------------- | -------------------- | -------- | ------- |
| 1    | 1  | Marcus Ericsson     | DAMS                 | 1:28,706 | 1       |
| 2    | 2  | Stéphane Richelmi   | DAMS                 | 1:28,871 | 2       |
| 3    | 9  | Felipe Nasr         | Carlin               | 1:29,152 | 3       |
| 4    | 11 | Sam Bird            | Russian Time         | 1:29,188 | 4       |
| 5    | 18 | Stefano Coletti     | Rapax                | 1:29,213 | 5       |
| 6    | 8  | Fabio Leimer        | Racing Engineering   | 1:29,293 | 6       |
| 7    | 3  | James Calado        | ART Grand Prix       | 1:29,318 | 7       |
| 8    | 22 | Robin Frijns        | Hilmer Motorsport    | 1:29,321 | 8       |
| 9    | 21 | Kevin Ceccon        | Trident Racing       | 1:29,424 | 9       |
| 10   | 25 | Kevin Giovesi       | Venezuela GP Lazarus | 1:29,425 | 10      |
| 11   | 10 | Jolyon Palmer       | Carlin               | 1:29,609 | 11      |
| 12   | 4  | Daniel Abt          | ART Grand Prix       | 1:29,668 | 12      |
| 13   | 14 | Sergio Canamasas    | Caterham Racing      | 1:29,684 | 13      |
| 14   | 12 | Tom Dillmann        | Russian Time         | 1:29,739 | 14      |
| 15   | 23 | Jon Lancaster       | Hilmer Motorsport    | 1:29,759 | 15      |
| 16   | 16 | Jake Rosenzweig     | Barwa Addax          | 1:29,792 | 16      |
| 17   | 15 | Alexander Rossi     | Caterham Racing      | 1:29,804 | 17      |
| 18   | 7  | Julián Leal         | Racing Engineering   | 1:29,824 | 18      |
| 19   | 6  | Mitch Evans         | Arden International  | 1:29,936 | 19      |
| 20   | 24 | René Binder         | Venezuela GP Lazarus | 1:29,956 | 20      |
| 21   | 20 | Nathanaël Berthon   | Trident Racing       | 1:29,969 | 21      |
| 22   | 17 | Rio Haryanto        | Venezuela GP Lazarus | 1:30,020 | 22      |
| 23   | 5  | Johnny Cecotto Jr.  | Arden International  | 1:30,025 | 23      |
| 24   | 19 | Simon Trummer       | Rapax                | 1:30,025 | 24      |
| 25   | 26 | Adrian Quaife-Hobbs | MP Motorsport        | 1:30,763 | 25      |
| 26   | 27 | Daniël de Jong      | MP Motorsport        | 1:30,773 | 26      |
| Poz. | Nr | Kierowca            | Konstruktor          | Czas     | Poz. s. |

### Główny wyścig

#### Wyścig
Źródło: Wyprzedź Mnie!
| P                 | + / –     | Nr | Kierowca            | Konstruktor          | Okr. | Czas / Strata | Komentarz |
| ----------------- | --------- | -- | ------------------- | -------------------- | ---- | ------------- | --------- |
| 1                 | 7         | 22 | Robin Frijns        | Hilmer Motorsport    | 37   | 1h00m38,896   |           |
| 2                 | 1         | 9  | Felipe Nasr         | Carlin               | 37   | +0:03,316     |           |
| 3                 | 12        | 23 | Jon Lancaster       | Hilmer Motorsport    | 37   | +0:12,609     |           |
| 4                 | 1         | 18 | Stefano Coletti     | Rapax                | 37   | +0:13,329     |           |
| 5                 | 9         | 12 | Tom Dillmann        | Russian Time         | 37   | +0:14,325     |           |
| 6                 | 11        | 15 | Alexander Rossi     | Caterham Racing      | 37   | +0:17,160     |           |
| 7                 | 2         | 21 | Kevin Ceccon        | Trident Racing       | 37   | +0:17,504     |           |
| 8                 | 15        | 5  | Johnny Cecotto Jr.  | Arden International  | 37   | +0:24,013     |           |
| 9                 | 13        | 17 | Rio Haryanto        | Barwa Addax          | 37   | +0:32,024     |           |
| 10                | 1         | 10 | Jolyon Palmer       | Carlin               | 37   | +0:32,290     | [ 3 ]     |
| 11                | 1         | 4  | Daniel Abt          | ART Grand Prix       | 37   | +0:32,823     |           |
| 12                | 7         | 6  | Mitch Evans         | Arden International  | 37   | +0:35,748     |           |
| 13                | 5         | 7  | Julián Leal         | Racing Engineering   | 37   | +0:39,922     |           |
| 14                | 2         | 16 | Jake Rosenzweig     | Barwa Addax          | 37   | +0:40,999     |           |
| 15                | 13        | 2  | Stéphane Richelmi   | DAMS                 | 37   | +0:42,690     | [ a ]     |
| 16                | 10        | 27 | Daniël de Jong      | MP Motorsport        | 37   | +0:43,102     |           |
| 17                | 8         | 26 | Adrian Quaife-Hobbs | MP Motorsport        | 37   | +0:54,532     |           |
| 18                | 12        | 8  | Fabio Leimer        | Racing Engineering   | 37   | +0:56,946     |           |
| 19                | 5         | 19 | Simon Trummer       | Rapax                | 37   | +0:57,935     |           |
| 20                | Bez zmian | 24 | René Binder         | Venezuela GP Lazarus | 36   | +1 okr.       |           |
| 21                | 17        | 11 | Sam Bird            | Russian Time         | 33   | +4 okr.       | [ 3 ]     |
| Niesklasyfikowani |           |    |                     |                      |      |               |           |
|                   |           | 25 | Kevin Giovesi       | Venezuela GP Lazarus | 11   |               |           |
|                   |           | 1  | Marcus Ericsson     | DAMS                 | 10   |               |           |
|                   |           | 14 | Sergio Canamasas    | Caterham Racing      | 5    |               |           |
|                   |           | 20 | Nathanaël Berthon   | Trident Racing       | 4    |               | [ 3 ]     |
|                   |           | 3  | James Calado        | ART Grand Prix       | 1    |               |           |
| P                 | + / –     | Nr | Kierowca            | Konstruktor          | Okr. | Czas / Strata | Komentarz |

#### Najszybsze okrążenie
| Nr | Kierowca      | Konstruktor | Czas     | Okr. |
| -- | ------------- | ----------- | -------- | ---- |
| 19 | Simon Trummer | Rapax       | 1:33,409 | 33   |

#### Premia za najszybsze okrążenie w TOP 10
| Nr | Kierowca      | Konstruktor       | Czas     | Okr. |
| -- | ------------- | ----------------- | -------- | ---- |
| 23 | Jon Lancaster | Hilmer Motorsport | 1:34,352 | 9    |

### Sprint

#### Wyścig
Źródło: Wyprzedź Mnie!
| P  | + / –     | Nr | Kierowca            | Konstruktor          | Okr. | Czas / Strata | Komentarz |
| -- | --------- | -- | ------------------- | -------------------- | ---- | ------------- | --------- |
| 1  | 4         | 18 | Stefano Coletti     | Rapax                | 26   | 41:49,895     |           |
| 2  | 6         | 22 | Robin Frijns        | Hilmer Motorsport    | 26   | +0:00,691     |           |
| 3  | 4         | 9  | Felipe Nasr         | Carlin               | 26   | +0:07,212     |           |
| 4  | 6         | 10 | Jolyon Palmer       | Carlin               | 26   | +0:12,129     |           |
| 5  | 4         | 5  | Johnny Cecotto Jr.  | Arden International  | 26   | +0:35,593     |           |
| 6  | 3         | 15 | Alexander Rossi     | Caterham Racing      | 26   | +0:36,991     |           |
| 7  | 5         | 21 | Kevin Ceccon        | Trident Racing       | 26   | +0:38,483     |           |
| 8  | 3         | 4  | Daniel Abt          | ART Grand Prix       | 26   | +0:39,645     |           |
| 9  | 9         | 8  | Fabio Leimer        | Racing Engineering   | 26   | +0:40,664     |           |
| 10 | 4         | 23 | Jon Lancaster       | Hilmer Motorsport    | 26   | +0:41,353     |           |
| 11 | 13        | 3  | James Calado        | ART Grand Prix       | 26   | +0:41,464     |           |
| 12 | 13        | 11 | Sam Bird            | Russian Time         | 26   | +0:41,876     |           |
| 13 | 1         | 6  | Mitch Evans         | Arden International  | 26   | +0:42,520     |           |
| 14 | 9         | 14 | Sergio Canamasas    | Caterham Racing      | 26   | +0:44,190     |           |
| 15 | Bez zmian | 2  | Stéphane Richelmi   | DAMS                 | 26   | +0:44,277     |           |
| 16 | 3         | 19 | Simon Trummer       | Rapax                | 26   | +0:44,487     |           |
| 17 | 4         | 25 | Kevin Giovesi       | Venezuela GP Lazarus | 26   | +0:44,628     |           |
| 18 | 2         | 27 | Daniël de Jong      | MP Motorsport        | 26   | +0:45,041     |           |
| 19 | 1         | 24 | René Binder         | Venezuela GP Lazarus | 26   | +0:48,132     |           |
| 20 | 2         | 1  | Marcus Ericsson     | DAMS                 | 26   | +0:53,650     |           |
| 21 | 4         | 26 | Adrian Quaife-Hobbs | MP Motorsport        | 26   | +0:53,938     |           |
| 22 | 8         | 16 | Jake Rosenzweig     | Barwa Addax          | 26   | +1:02,518     |           |
| 23 | 3         | 20 | Nathanaël Berthon   | Trident Racing       | 26   | +1:06,632     |           |
| 24 | 15        | 17 | Rio Haryanto        | Barwa Addax          | 26   | +1:25,590     | [ 5 ]     |
| 25 | 12        | 7  | Julián Leal         | Racing Engineering   | 25   | +1 okr.       |           |
| 26 | 21        | 12 | Tom Dillmann        | Russian Time         | 25   | +1 okr.       |           |
| P  | + / –     | Nr | Kierowca            | Konstruktor          | Okr. | Czas / Strata | Komentarz |

#### Najszybsze okrążenie
| Nr | Kierowca     | Konstruktor  | Czas     | Okr. |
| -- | ------------ | ------------ | -------- | ---- |
| 12 | Tom Dillmann | Russian Time | 1:33,337 | 14   |

#### Premia za najszybsze okrążenie w TOP 10
| Nr | Kierowca        | Konstruktor | Czas     | Okr. |
| -- | --------------- | ----------- | -------- | ---- |
| 18 | Stefano Coletti | Rapax       | 1:33,727 | 3    |

#### Prowadzenie w wyścigu
| Nr                              | Kierowca        | Okrążenia | Suma |
| ------------------------------- | --------------- | --------- | ---- |
| 18                              | Stefano Coletti | 1-26      | 26   |
| \| Wykres \| \| ------ \| \| \| |                 |           |      |
| Wykres                          |                 |           |      |
|                                 |                 |           |      |

## Lista startowa
| Team                 | Nr | Kierowca            |
| -------------------- | -- | ------------------- |
| DAMS                 | 1  | Marcus Ericsson     |
| DAMS                 | 2  | Stéphane Richelmi   |
| ART Grand Prix       | 3  | James Calado        |
| ART Grand Prix       | 4  | Daniel Abt          |
| Arden International  | 5  | Johnny Cecotto Jr.  |
| Arden International  | 6  | Mitch Evans         |
| Racing Engineering   | 7  | Julián Leal         |
| Racing Engineering   | 8  | Fabio Leimer        |
| Carlin               | 9  | Felipe Nasr         |
| Carlin               | 10 | Jolyon Palmer       |
| Russian Time         | 11 | Sam Bird            |
| Russian Time         | 12 | Tom Dillmann        |
| EQ8 Caterham Racing  | 14 | Sergio Canamasas    |
| EQ8 Caterham Racing  | 15 | Alexander Rossi     |
| Barwa Addax          | 16 | Jake Rosenzweig     |
| Barwa Addax          | 17 | Rio Haryanto        |
| Rapax                | 18 | Stefano Coletti     |
| Rapax                | 19 | Simon Trummer       |
| Trident Racing       | 20 | Nathanaël Berthon   |
| Trident Racing       | 21 | Kevin Ceccon        |
| Hilmer Motorsport    | 22 | Robin Frijns        |
| Hilmer Motorsport    | 23 | Jon Lancaster       |
| Venezuela GP Lazarus | 24 | René Binder         |
| Venezuela GP Lazarus | 25 | Kevin Giovesi       |
| MP Motorsport        | 26 | Adrian Quaife-Hobbs |
| MP Motorsport        | 27 | Daniël de Jong      |

## Klasyfikacja po zakończeniu rundy

### Kierowcy
| P  | +/− | Kierowca            | Starty | Punkty | P1 | P2 | P3 | PP | NO | NS |
| -- | --- | ------------------- | ------ | ------ | -- | -- | -- | -- | -- | -- |
| 1  | 0   | Stefano Coletti     | 6      | 93     | 2  | 1  | 2  | 1  | 2  | –  |
| 2  | +1  | Felipe Nasr         | 6      | 76     | –  | 3  | 1  | –  | –  | –  |
| 3  | −1  | Fabio Leimer        | 6      | 54     | 2  | –  | –  | 1  | –  | –  |
| 4  | +23 | Robin Frijns        | 4      | 37     | 1  | 1  | –  | –  | –  | –  |
| 5  | −1  | Sam Bird            | 6      | 33     | 1  | –  | –  | –  | 2  | 1  |
| 6  | 0   | Jolyon Palmer       | 6      | 31     | –  | –  | –  | –  | –  | –  |
| 7  | 0   | Alexander Rossi     | 4      | 27     | –  | –  | 1  | –  | –  | –  |
| 8  | −3  | James Calado        | 6      | 24     | –  | 1  | –  | –  | –  | 2  |
| 9  | −1  | Tom Dillmann        | 6      | 22     | –  | –  | –  | –  | –  | –  |
| 10 | +2  | Johnny Cecotto Jr.  | 6      | 19     | –  | –  | –  | –  | 1  | –  |
| 11 | N   | Jon Lancaster       | 2      | 17     | –  | –  | 1  | –  | 1  | –  |
| 12 | −3  | Stéphane Richelmi   | 6      | 12     | –  | –  | –  | –  | –  | 1  |
| 13 | −3  | Mitch Evans         | 6      | 11     | –  | –  | 1  | –  | –  | 1  |
| 14 | −3  | Julián Leal         | 6      | 10     | –  | –  | –  | –  | –  | 1  |
| 15 | −2  | Simon Trummer       | 6      | 8      | –  | –  | –  | –  | –  | –  |
| 16 | +2  | Kevin Ceccon        | 6      | 8      | –  | –  | –  | –  | –  | –  |
| 17 | −3  | Adrian Quaife-Hobbs | 6      | 7      | –  | –  | –  | –  | –  | 1  |
| 18 | +3  | Marcus Ericsson     | 6      | 4      | –  | –  | –  | 1  | –  | 3  |
| 19 | −3  | Daniel Abt          | 6      | 3      | –  | –  | –  | –  | –  | 1  |
| 20 | −5  | Conor Daly          | 2      | 2      | –  | –  | –  | –  | –  | –  |
| 21 | +2  | Rio Haryanto        | 6      | 2      | –  | –  | –  | –  | –  | –  |
| 22 | −5  | René Binder         | 6      | 1      | –  | –  | –  | –  | –  | –  |
| 23 | −4  | Kevin Giovesi       | 6      | 0      | –  | –  | –  | –  | –  | 1  |
| 24 | −4  | Sergio Canamasas    | 6      | 0      | –  | –  | –  | –  | –  | 1  |
| 25 | −3  | Daniël de Jong      | 6      | 0      | –  | –  | –  | –  | –  | 2  |
| 26 | −1  | Jake Rosenzweig     | 6      | 0      | –  | –  | –  | –  | –  | –  |
| 27 | −3  | Pål Varhaug         | 4      | 0      | –  | –  | –  | –  | –  | 1  |
| 28 | −2  | Nathanaël Berthon   | 6      | 0      | –  | –  | –  | –  | –  | 2  |
| 29 | −1  | Ma Qinghua          | 1      | 0      | –  | –  | –  | –  | –  | –  |
| P  | +/− | Kierowca            | Starty | Punkty | P1 | P2 | P3 | PP | NO | NS |

### Konstruktorzy
| P  | +/− | Konstruktor          | Starty | Punkty | P1 | P2 | P3 | PP | NO | NS |
| -- | --- | -------------------- | ------ | ------ | -- | -- | -- | -- | -- | -- |
| 1  | +1  | Carlin               | 12     | 107    | –  | 3  | 1  | –  | –  | –  |
| 2  | −1  | Rapax                | 12     | 101    | 2  | 1  | 2  | 1  | 2  | –  |
| 3  | 0   | Racing Engineering   | 12     | 64     | 2  | –  | –  | 1  | –  | 1  |
| 4  | +6  | Hilmer Motorsport    | 12     | 56     | 1  | 1  | 1  | –  | 1  | 1  |
| 5  | −1  | Russian Time         | 12     | 55     | 1  | –  | –  | –  | 2  | 1  |
| 6  | 0   | Arden International  | 12     | 30     | –  | –  | 1  | –  | 1  | 1  |
| 7  | −2  | ART Grand Prix       | 12     | 27     | –  | 1  | –  | –  | –  | 3  |
| 8  | −1  | Caterham Racing      | 11     | 27     | –  | –  | 1  | –  | –  | 1  |
| 9  | −1  | DAMS                 | 12     | 16     | –  | –  | –  | 1  | –  | 4  |
| 10 | +2  | Trident Racing       | 12     | 8      | –  | –  | –  | –  | –  | 2  |
| 11 | −2  | MP Motorsport        | 12     | 7      | –  | –  | –  | –  | –  | 3  |
| 12 | +1  | Barwa Addax          | 12     | 2      | –  | –  | –  | –  | –  | –  |
| 13 | −2  | Venezuela GP Lazarus | 12     | 1      | –  | –  | –  | –  | –  | 2  |
| P  | +/− | Konstruktor          | Starty | Punkty | P1 | P2 | P3 | PP | NO | NS |